# Mellantjärnen (Delsbo socken, Hälsingland)
Mellantjärnen är en sjö i Hudiksvalls kommun i Hälsingland och ingår i Delångersåns huvudavrinningsområde. Sjön är 3,5 meter djup, har en yta på 0,053 kvadratkilometer och befinner sig 321 meter över havet.